# Burnupia crassistriata
Burnupia crassistriata é uma espécie de gastrópode  da família Ancylidae.
É endémica do Quénia.
Os seus habitats naturais são: rios.
Está ameaçada por perda de habitat.